# 維多利亞·史坦堡
維多利亞·史坦堡（Victoria Stambaugh，1993年5月4日—）是一名波多黎各女子跆拳道運動員。她曾經獲得2014年中美洲及加勒比海運動會跆拳道比賽女子49公斤級銀牌以及2018年中美洲及加勒比海運動會跆拳道比賽女子49公斤級銅牌。她具有波多黎各血統，從2011年起代表波多黎各出賽。

## 外部連結
- TaekwondoData.com （页面存档备份，存于）
- 官方网站
- 維多利亞·史坦堡的Facebook專頁
- 維多利亞·史坦堡的Instagram帳戶